# 3 janvier 1911
Le mardi 3 janvier 1911 est le 3e jour de l'année 1911.

## Naissances
- Anselme Chiasson (mort le 25 avril 2004), prêtre catholique, ethnographe, historien et folkloriste acadien
- Fritz Huschke von Hanstein (mort le 5 mars 1996), pilote automobile allemand
- Jean Masse (mort le 10 août 1987), politicien français
- Marc Thirouin (mort le 25 juillet 1972), juriste et ufologue français
- Murray Boltinoff (mort le 6 mai 1994), scénariste de comics américain
- Nelly Kristink (morte le 27 octobre 1995), auteur d'ouvrages pour la jeunesse
- Norman Gagne (mort le 28 novembre 1986), sauteur à ski canadien
- Paul Robert (mort le 28 décembre 1999), homme politique français (1911-1999)

## Décès
- Alexandre Papadiamandis (né le 4 mars 1851), écrivain grec
- Jean Pierre François Lamorinière (né le 20 avril 1828), peintre belge

## Événements
- Siège de Sidney Street, dans l'East End de Londres.